# برنامج التراث الصناعي السعودي
برنامج التراث الصناعي السعودي، هو برنامج حكومي يهدف للمحافظة على المنشآت الصناعية في السعودية، أسسته وزارة الثقافة في أبريل 2019، ضمن رؤية السعودية 2030.
ويعمل البرنامج على إعادة تأهيل المنشآت الصناعية وتخليد أثرها في التنمية الاقتصادية والاجتماعية، وتحويلها إلى وجهات ثقافية وسياحية.

## المواقع
في 15 ديسمبر 2020، سجلت هيئة التراث خط أنابيب التابلاين في سجل التراث الصناعي الوطني كأول موقع تراث صناعي يتم تسجيله رسمياً في السعودية، تقديراً لأهميته التاريخية ولدلالاته التنموية والاقتصادية المرتبطة بمرحلة بدايات صناعة النفط.